# Irina Novikova
Irina Novikova (née le 16 avril 1995) est une nageuse russe, spécialiste de la brasse.

## Palmarès

### Championnats du monde
- Championnats du monde juniors 2011 à Lima ( Pérou) :
  -  Médaille de bronze sur 100 m brasse
  -  Médaille de bronze sur 200 m brasse
  -  Médaille de bronze sur 4 × 100 m 4 nages

### Championnats d'Europe
- Championnats d'Europe de natation 2012 à Debrecen ( Hongrie) :
  -  Médaille d'argent sur 200 m brasse
- Championnats d'Europe juniors de 2011 à Belgrade ( Serbie) :
  -  Médaille d'argent sur 200 m brasse
  -  Médaille d'argent sur 4 × 100 m 4 nages